# Nickson
Nickson is een historisch merk van motorfietsmerk dat opgericht werd door J. Nickson,  in Preston, Lancashire.
Het was een klein Brits merk dat voornamelijk zijklep-motorfietsen met 346- en 499 cc Blackburne-motoren bouwde. Er waren ook modellen met 346 cc Bradshaw- of 247- en 269cc-Villiers-tweetaktmotoren.